# 忌廉溝鮮奶
忌廉溝鲜奶（Cream Soda with Milk），是香港的一款混合飲料，是以前茶餐廳的特色飲品。做法是把與牛奶同時倒入杯中，不需攪拌兩者會自然混和，做成兼有冰淇淋香和牛奶滑溜的飲品。亦可以先倒入牛奶再加上汽水。如果先倒冰淇淋汽水後倒牛奶，會出現奶碎，雖然味道相近，不過賣相較差。
忌廉溝鮮奶是會有泡的，因為打發時候都會接觸到空氣。在此處，「忌廉」指的是「忌廉蘇打」，是港澳地區對cream soda的音譯，台灣稱之為「冰淇淋汽水」。